# Savoir média
Savoir média est un organisme à but non lucratif québécois dont la mission est de produire et de diffuser des contenus à vocation éducative. Connu sous l'appellation Canal Savoir jusqu'en 2019, l'organisme est officiellement fondé en 1984 à l'initiative de l'Université TÉLUQ, de l'Université de Montréal, de l'Université Laval et d'un consortium québécois regroupant plusieurs autres universités et collèges. Télé-Québec en est le partenaire principal depuis 2008.

## Historique

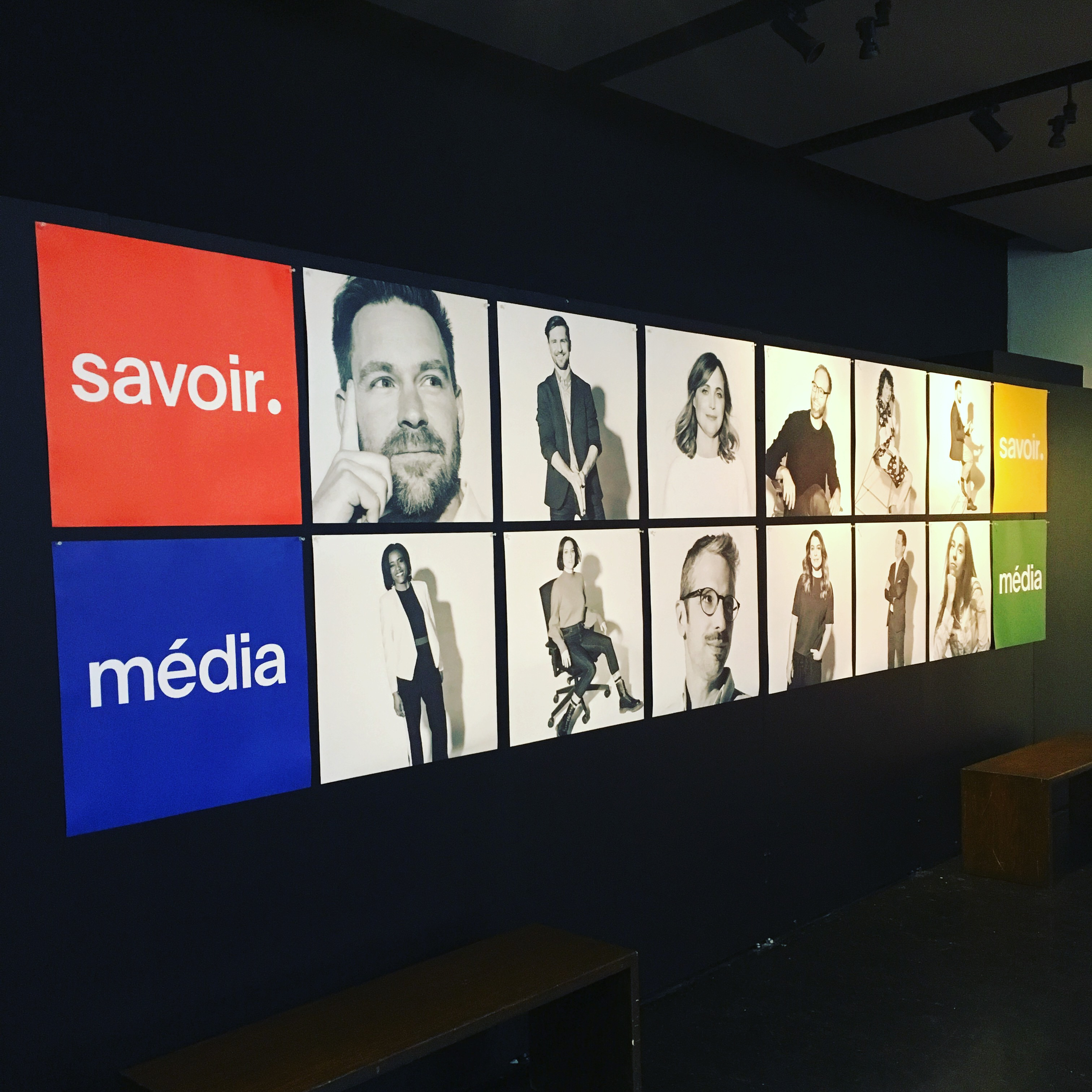
Lancement de la nouvelle appellation Savoir média le 1er avril 2019

En 1980, la compagnie de télécommunications Vidéotron met sur pied un canal spécialisé en télé-enseignement. À cette époque, l'augmentation de la capacité de transport des télédistributeurs, de même que la volonté de certains d'entre eux d'ajouter une offre éducative à leur gamme de services en français, représentent des facteurs déterminants pour la création d'un réseau alors connu sous le nom de CANAL (Corporation pour l'avancement de nouvelles applications des langages). 
À l'initiative de Pierre Patry, qui voit dans les médias un nouveau potentiel éducatif, l'Université TÉLUQ et d'autres institutions d'enseignement acquièrent le réseau. En 1984, CANAL devient officiellement un consortium. Il regroupe alors treize institutions québécoises d'enseignement collégial et universitaire. À ses débuts, le mandat de CANAL consiste à diffuser des cours pré-enregistrés à des étudiants qui reçoivent une formation à distance.
De 1984 à 1986, André A. Lafrance est le directeur général du consortium. Il procède à l'acquisition d'une antenne (UHF 29) et d'un émetteur pour CANAL, qui sont installés sur la tour de l'Université de Montréal en 1986. En 1997, CANAL change d'appellation pour Canal Savoir. 
En 1998, Sylvie Godbout est nommée directrice générale de Canal Savoir. Dans les années 2000, l'organisme déploie une première infrastructure numérique grâce à une subvention de l'organisme canadien CANARIE. En 2008, Télé-Québec devient le partenaire majoritaire de Canal Savoir.
En 2018, Nadine Dufour est nommée directrice générale de Canal Savoir. L'organisme change d'appellation pour Savoir média en 2019.
En novembre 2022, Marie-Josée Lestage devient la nouvelle directrice générale de Savoir média.

### Identité visuelle

Logo de Canal Savoir de 1997 au 8 septembre 2009
Logo de Canal Savoir du 8 septembre 2009 au 1er avril 2019
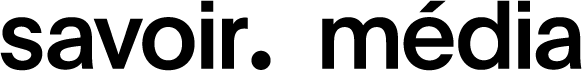
Logo de Savoir média depuis le 1er avril 2019
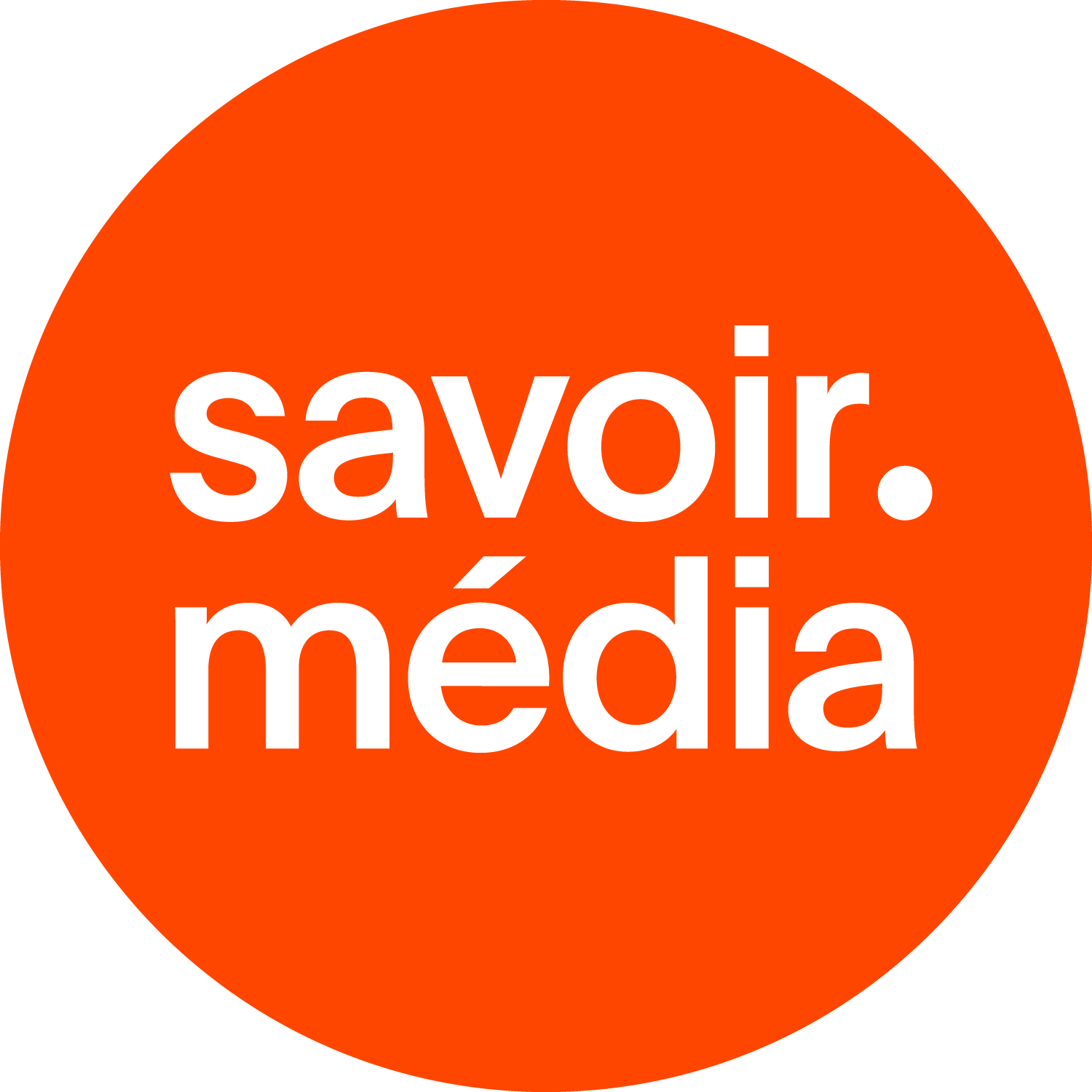
Variation du logo Savoir média

## Programmes

### Télévision
Savoir média possède la chaîne de télévision à vocation éducative CFTU-DT.

### Internet
Savoir média a un site Internet consacré à la diffusion Web, disponible aussi sous forme d'application pour IOS, Android et les téléviseurs Roku.

### Baladodiffusion
Depuis 2019, Savoir média offre des contenus en baladodiffusion.
Émissions offertes en version balado uniquement :
- Cultures durables
- Dans le creux de l'oreille
- Éclairons toutes les voix
- Faits biodivers
- Hélène et les déchets
- Humaniteq
- L'art de mentir et de s'en sortir (ou pas)
- La vie des libraires
- Les heures d'été
- Loi sur le droit d'auteur : un siècle d'histoires
- Portes tournantes
- Pourquoi tant de haine ?
- Sociétés numériques
- Têtes à réflexions

Émissions vidéo également offertes en version balado :
- Âmes soeurs
- Claudia à la page
- Hélène reste en forme
- Horizon politique
- L'école en 10 questions
- Le sacré et la cité
- Les recommandations des bibliothécaires
- Repenser le monde
- Super-héros recherchés

## Émissions
La programmation est composée d'émissions produites par Savoir média ou des producteurs externes, parfois coproduites avec d'autres partenaires, et d'émissions acquises au Canada ou ailleurs dans le monde.

### Productions
- 50 ans d'avancées des femmes
- À la lueur des étoiles
- À la poursuite de la santé
- À travers champs
- Accent grave
- Âmes sœurs
- Anatomie des fausses nouvelles
- Archi branchés
- Art actuel
- Art massif
- Au bout des droits
- Au-delà du vote
- Avant après
- Bâtir ensemble
- Cabine de recherche
- C'est une question de santé
- Citoyens du futur
- Claudia à la page
- Comprendre pour apprendre
- Condensé de science
- Couple de nerds
- Créatures microscopiques
- Dans le ventre du Musée
- De la scie au bistouri
- Décarboner autrement
- Dehors, l'école!
- Délie ta langue! Les coulisses
- Des idées pour le Québec
- Devenir Keb
- Diagnostics de pointe
- Donner la note
- Du côté des hommes
- Du génie pour la planète
- En quête de sommeil
- Entre deux cours
- Équilibre
- Étoile du Nord
- Facteurs de changement
- Facteurs de risque
- Facteurs de risque - En 1 minute
- Facultés en alerte ?
- Faits biodivers
- Féministes à table
- Femmes savantes
- Fleuve en eaux troubles
- Forces bénévoles
- Format économique
- Génie d'ici
- Hélène et les déchets
- Hélène reste en forme
- Histoires inflammatoires
- Horizon politique
- Immersion au cœur de la SAT
- Innover durablement
- Je suis prof
- L'écart silencieux
- L'école en 10 questions
- L'espace de l'art
- L'histoire du coin
- L'IA et moi
- La bataille pour la forêt
- La clinique des mots
- La grande tournée
- La préhistoire du Québec
- La science de l'art
- La société du travail
- La soif pour l'énergie
- La vie continue
- La voix harmonisée
- Le croyez-vous?
- Le grand chapitre
- Le sacré et la cité
- Les avant-gardistes
- Les clefs du logis
- Les Grands Sages
- Les heures d'été
- Les lieux de pouvoir au Québec
- Les minutes du sexe
- Les recommandations des bibliothécaires
- Lexique de la polémique
- Lire pour vivre
- Louis T veut savoir
- Ma ville aux rayons X
- Madagascar, des mamans à reconstruire
- Mairies : nouvelle génération
- Mal invisible
- Mon père de la Révolution tranquille
- Naissances du futur
- Nos maisons
- Nos quêtes
- Objectif Laurentie
- Particule fantôme
- Passer le message
- Petits curieux, grands écrans
- Point tournant
- PréOpéra express
- Profession ingénieur.e
- Puissance au menu
- Repenser le monde
- Résonances
- Saviez-vous que...
- Shoah, je me souviens
- Substances
- Super-héros recherchés
- Telle est la question
- Territoire
- Têtes à réflexions
- Trouvez l'erreur
- Un Québec toujours fou de ses enfants?
- Une histoire sur le goût de la langue
- Vivre en funambule
- Vivre tous ensemble

### Coproductions
- Arrêt sur le monde (avec l'Université de Montréal)
- Artistes et réseaux sociaux : une relation amour-haine? (avec l'ADÉSAQ)
- Au cœur du cinéma québécois (avec l'Université de Montréal)
- Créer en français (avec l'ADÉSAQ)
- Entre guillemets (avec l'Université de Montréal)
- La fabuleuse histoire des sciences au Québec (avec Acfas)
- L'Inis reçoit… (avec l'Institut national de l'image et du son)
- Mat Chivers, et si l'IA avait une main? (avec le Musée d'art de Joliette)
- Matières à emporter (avec le gouvernement du Québec et le ministère de l'Éducation du Québec)
- Ma thèse en 180 secondes (avec l'Acfas, diffusion de la finale canadienne)
- Parlons opéra! (avec l'Opéra de Montréal et Bibliothèque et Archives nationales du Québec)
- Tout déballer (avec l'Université du Québec à Montréal)
- Triade créative (avec l'Institut national de l'image et du son)